# Zhukaigou
Die Zhukaigou-Stätte  (chinesisch 朱開溝遗址 / 朱开沟遗址, Pinyin Zhūkāigōu yízhǐ) ist eine archäologische Stätte einer frühen bronzezeitlichen Kultur auf der Löss-Hochebene des östlichen Ordos-Plateaus im Ejinhoro-Banner in der Inneren Mongolei, Volksrepublik China.
Inzwischen wird davon ausgegangen, dass sie einer eigenen Kultur, der Zhukaigou-Kultur (Zhukaigou wenhua 朱开沟文化/朱開溝文化), angehört, deren drei Phasen dieser Stätte auf die Zeit von ca. 1900–1300 v. Chr. datiert werden.
Die Stätte wurde in den Jahren 1977 bis 1984 vom Institut für Kulturgegenstände und Archäologie der Inneren Mongolei ausgegraben. Freigelegt wurden 83 Häuser, 329 Grabstätten und eine große Menge an Töpfereierzeugnissen sowie Stein- und Bronzeartefakten.
Die Zhukaigou-Stätte im Ejinhoro-Banner steht seit 2006 auf der Liste der Denkmäler der Volksrepublik China (6-31).